# Hafid Sour
Pour les articles homonymes, voir Sour (homonymie).
Abdelhafid Sour, né à Lyon le 30 juin 1979, est un danseur, chorégraphe et acteur français. Il est connu principalement pour ses participations artistiques et chorégraphiques sur des projets tels que Silence, on tourne ! de la compagnie Pockemon Crew, la tournée d'Olivia Ruiz en 2014, son rôle auprès d'Omar Sy et James Thierrée dans Chocolat de Roschdy Zem et enfin One Night for One Drop du Cirque du Soleil. Actuellement, il présente sa nouvelle création chorégraphique Costard,,,,, dans laquelle il danse avec sa propre compagnie Ruée des Arts.

## Biographie
Fils d'un professeur de Karaté originaire de Tlemcen en Algérie, Hafid Sour débute avec la danse hip-hop et le Break dance, à l'âge de 15 ans. En 1997, il cofonde à Vénissieux son groupe nommé Ame Troên, qui marque le début de sa carrière. En 1999, il intègre la compagnie Käfig, dirigée artistiquement par le chorégraphe Mourad Merzouki.  En 2000, il danse avec la compagnie grenobloise Hypnose, dans la création Clandestins de mes rêves, coproduite par le centre chorégraphique de Jean-Claude Gallotta. En 2001, il part en tournée internationale sur la création Dix versions de la compagnie Käfig, et enchaînera en tant que danseur sur Récital, Corps est Graphique en 2003, Terrain vague en 2006 et Tricôté en 2008.  
Fin 2001, il chorégraphie Les Patineurs de Casse-Noisette dirigé par Dominique Boivin du Ballet national de Lyon, à l'Opéra de Lyon. 
En 2001, il remporte la 1re place du battle Down Rocker 2001 Soul Majestic de New York, toutes disciplines confondues, et de l'Urban Steady Groove de Lyon. En 2003, il remporte, en équipe avec la compagnie Pockemon Crew, la 1re place au Battle of the Year, en Allemagne. En 2006, il est semi-finaliste du championnat du monde Juste debout.  
En 2006, 2008 et 2010, il assiste le chorégraphe Mourad Merzouki dans la création du défilé de la Biennale de la danse de Lyon. En 2010, il assiste le chorégraphe Prabhu Deva sur sa création bollywoodienne Engeyum Kadhal, à Lyon.  
C'est en 2012, année charnière, qu'il rejoint Riyad Fghani, directeur artistique de la compagnie Pockemon Crew, en tant que chorégraphe sur Silence, on tourne ! Il dirige également le projet de danse numérique Hypermetrop. Il crée sa propre compagnie de danse contemporaine, qui puise son origine dans le hip-hop, la Cie Ruée des Arts, et vient son premier spectacle Costard en 2016. Fin 2012, début 2013, il fait quelques apparitions dans la Star Academy, en tant que coach de danse.   
En 2014, il est chorégraphe et interprète sur la tournée d'Olivia Ruiz et danseur sur Rock it All de Cheyenne Productions, avec Brahim Zaibat.  
En 2016, il participe en tant que danseur à One Night for One Drop du Cirque du Soleil, dirigé par Hassan El Hajjami, dit Haspop. C'est aussi l'année de son premier long-métrage en tant qu'acteur: il tient la silhouette de l'homme serpent, dans Chocolat de Roschdy Zem, auprès d'Omar Sy et James Thierrée.  
En 2017, il est chorégraphe dans le film Épouse-moi mon pote, de Tarek Boudali et en 2018 dans le film Nicky Larson et le parfum de Cupidon, de Philippe Lacheau.  
En 2019, il performe dans l'émission télévisée Arabs got talent. Un an plus tard, il obtient le prix SACD pour le spectacle "Spin-Off", dont il est le chorégraphe et le metteur en scène.   
En 2021, il participe à l'émission Culture Box sur France TV pour y présenter son spectacle Costard.  
En 2021, il chorégraphie ça deuxième Pièce Spin-Off lauréat du prix de la musique de scène de la Société des auteurs et compositeurs dramatiques
En 2023, il chorégraphie Starting Block le défilé de la biennale de la danse pour la ville de Caluire et cuire

## Chorégraphies
- Les Patineurs, Casse-noisette, 2001 (ballet de Dominique Boivin)
- Biennale de la Danse de Lyon, 2006, 2008, 2010 (défilé)
- Engeyum Kadhal, 2010 (création bollywoodienne de Prabhu Deva)
- Silence, on tourne !, 2012 (spectacle des Pockemon Crew)
- Hypermetrop[27], 2012 (spectacle interactif de l'AADN)
- Costard, 2016 (spectacle d'Hafid Sour, Cie Ruée des Arts)
- Wax Tailor, the road is ruff, 2017 (clip vidéo de Pierre Jampy)
- Épouse-moi, mon pote, 2017 (long métrage de Tarek Boudali)
- Nicky Larson et le parfum de Cupidon, 2018 (long métrage de Philippe Lacheau)
- Sadaf, tunnelvisions, 2019 (court métrage d'Anne Jammet)
- Alibi.com 2, 2023 (long métrage de Philippe Lacheau)
- Spin-Off, 2021 (spectacle d'Hafid Sour, Cie Ruée des Arts)
- Starting Block, 2023 (défilé choregraphique  Biennale de la danse Caluire et Cuire)

## Filmographie
- 2013 : Le Fil vert de Sarah Sayd : 1er rôle
- 2013:  Ils veulent de Maux2passe
- 2016 : Chocolat de Roschdy Zem : l'homme serpent
- 2016 : One Night for One Drop par le Cirque du Soleil : le père
- 2018 : Nécrologies[28]

## Prix et récompenses
- Down Rocker 2001 Soul Majestic, New-York, 2001
- Urban Steady Groove, 2001
- Battle of The Year, 2003
- Juste debout, 2006
- Prix Société des auteurs et compositeurs dramatiques de la Musique de scène, 2021